# Nicolae Mazarini
Nicolae Mazarini (n. 1 august 1889, Costișa, jud. Neamț;  d. 24 iulie 1955, București) a fost un general român, care a luptat în cel de-al doilea război mondial.

## Funcții deținute
Grade: sublocotenent - 01.07.1910, locotenent - 01.10.1913, căpitan - 01.11.1916, maior - 01.09.1917, locotenent-colonel - 01.07.1927, colonel - 01.01.1934, general de brigadă - 25.10.1939, general de divizie - 25.10.1942, dispărut pe front la 21.11.1942 - Divizia 5 Infanterie
- 1941 – 1942 - Adjunct al Șefului Marelui Stat Major,
- 11 februarie 1942 - 23 noiembrie 1943 - Comandantul Diviziei 5 Infanterie,
- 22 noiembrie 1942 – 23 iulie 1948 - Prizonier de război în URSS,
- 23 iulie 1948 - În rezervă.

## Frontul de la Cotul Donului - Stalingrad
După luptele grele duse de armatele române la 21 noiembrie 1942 la Cotul Donului, trupele sovietice își concentrează eforturile pentru a lărgi breșa realizată în ziua precedentă între văile Țuțkan și Țarița (atacând puternic și diviziile blindate 1 română și 22 germană) pentru a încercui definitiv Gruparea "general Lascăr". În seara zilei, un căpitan sovietic, cu "o ținută destul de îngrijită și un aspect milităresc", se prezintă la comandamentul Diviziei 6 infanterie, la Golovski, și prezintă o scrisoare "scrisă prost la mașină", cu următoarul conținut: "Sunteți încercuiți, nu mai aveți nici o scăpare. Nemții fug și vă lasă. Vă dăm termen de predare. Spuneți condițiile predării, altfel vă vom distruge". Analizând situația, generalii Lascăr și Sion au decis "să se reziste"; demoralizat, generalul Nicolae Mazarini  a apreciat că "nu se mai poate rezista". Totuși răspunsul semnat de generalii Mazarini și Lascăr a fost: "Către Comandamentul Grupului de Forțe sovietice: Comandamentul Grupului de forțe român, ofițerii și soldații comunică: Vom duce lupta mai departe, fără nici un gând de predare". Răspunsul dat comandamentului sovietic a fost comunicat și maiorului german Hohenhausen, șeful Detașamentului german de legătură cu Divizia 6 infanterie. În numele Führer-ului, acesta, "emoționat și mulțumit de hotărârea luată" a mulțumit pentru "loialitatea și camaraderie de arme arătate de armata română".
În același timp se primește următoarea radiogramă de la Grupul german de armate B: "Rezistați! Intervenim pentru a vă despresura!". Între timp luptele continuă, până la orele 11, Divizia 5 Infanterie fiind "sfărâmată". Comandamentului Armatei 3, transmite că rezistența trebuie dusă mai departe, armata urmând a face tot posibilul pentru a veni în ajutor.
Panicat și cu moralul scăzut, generalul Nicolae Mazarini a intervenit: "Vă rog măcar pe noi generalii să ne scoateți din încercuire, fiindcă situația este groaznică când știm ce ne așteaptă după ce am refuzat să ne predăm de două ori". Informat despre acest lucru, mareșalul Ion Antonescu a pus pe document următoarea rezoluție: "Trebuie stabilit cu precizie acest fapt istoric. Dacă este adevărat, generalul Mazarini este dezonorat".
La 22 noiembrie 1942 generalul de divizie Nicolae Mazarini este luat prizonier la Cotul Donului de către forțele militare sovietice.
A fost internat în lagărele de la Moscova, Krasnogor, Suzdal și Ivanovo. Se va întoarce din prizonierat la 23 iulie 1948; ajungând în țară, Nicolae Mazarini a fost trecut în rezervă la 1 august 1948.
A murit la București la 24 iulie 1955.

## Decorații
- Ordinul „Coroana României” în gradul de Comandor (8 iunie 1940)[2]